# Aslak Liimatainen
Aslak Liimatainen, född Kimmo Liimatainen 1965 i Salla i Finland, är en finländsk arkitekt.
Aslak Liimatainen utbildade sig till arkitekt från 1985 på Tekniska högskolan i Helsingfors, med arkitektexamen 1993. Som arkitekturstuderande deltog han i gruppen "The Group" tillsammans med sina studiekamrater Juha Kaakko, Ilkka Laine och Jari Tirkkonen i en tävling, som hade arrangerats av koloniträdgårdsföreningen i Bolomaren i Esbo för att utforma ett mindre fritidshus. Huset, Leisure Studio, som uppfördes 1992 i Esbo, ledde till deltagande i utställningen Light Construction på Museum of Modern Art i USA mellan september 1995 och januari 1996. Utställningen fortsatte 1996 till Barcelona i Spanien. 
Huset uppmärksammades också av ledningen för Venedigbiennalen, som inbjöd The Group att delta i huvudutställningen på Arkitekturbiennalen i Venedig hösten 1996, vilken hade temat Emerging Voices. De finländska studenterna fick överraskande biennalens förnämsta utmärkelse, Leone di Oro (Guldlejonet). Detta Leone di Oro är det första och hittills också det enda som utdelats till finländska arkitekter. Trots detta ägnades denna triumf knappast någon uppmärksamhet i Finland. Kimmo Liimatainen och Juha Kaakko hade under en period eget gemensamt kontor, men hade svårt att få uppdrag. De arbetade periodvis som assistenter till Simo Paavilainen på Tekniska högskolan i Helsingfors.
Kimmo Liimatainen arbetade som arkitekt till 1997 och därefter som lärare på Tekniska högskolan i Helsingfors 1989–2003. Under 2000-talet arbetade han som arkitekt och 2005–2018 på Finlands Arkitektförbund. 

## Konstgården The Place
Kimmo Liimatainen har ritat konstgården The Place, som färdigställdes i januari 2018 för Maaretta Jaukkuri Foundation. Denna tvåvåningsbyggnad i trä ligger i byn Kvalnes i Vestvågøy kommun på Lofoten i Norge.